# Bathyphantes gracilis
Bathyphantes gracilis – gatunek pająka z rodziny osnuwikowatych. Zamieszkuje Europę, Afrykę Północną, palearktyczną Azję i nearktyczną Amerykę Północną.

## Taksonomia
Gatunek ten opisany został po raz pierwszy w 1841 roku przez Johna Blackwalla na łamach „Transactions of the Linnean Society of London” pod nazwą Linyphia gracilis. W 1866 roku Anton Menge opisał go jako Bathyphantes longipes i pod taką nazwą wyznaczył gatunkiem typowym nowego rodzaju Bathyphantes. Kombinację Bathyphantes gracilis jako pierwszy podał Eugène Simon w 1884 roku.

## Morfologia
Samce osiągają od 1,5 do 2 mm, a samice od 1,9 do 2,5 mm długości ciała.
Niski i szeroki karapaks jest bladobrązowy do brązowego, zwykle z ciemniejszymi znakami rozchodzącymi się promieniście. Okolica oczna zajmuje około ¾ szerokości jego głowowej części. Ośmioro oczu rozmieszczonych jest w dwóch szeregach, z których tylny jest prosty. Oczy pary przednio-środkowej są małe, rozstawione na około jedną swoją średnicę, położone nieznacznie bardziej z tyłu niż oczy pary przednio-bocznej. Oczy par środkowych leżą na planie tak długiego jak szerokiego, szerszego w tyle niż na przedzie trapezu. Szczękoczułki są jasnorudobrązowe, na szczytach jaśniejsze, o krawędziach bruzd zaopatrzonych w po trzy zęby. Duże, nieco dłuższe niż szersze sternum ma barwę brązową do czarnej. Warga dolna jest brązowa. Odnóża i nogogłaszczki są jasnożółte do jasnożółtawobrązowych, pozbawione ciemniejszych znaków. Mierzone razem goleń i nadstopie odnóża pary pierwszej są dłuższe niż goleń i nadstopie odnóża pary ostatniej.
Opistosoma (odwłok) jest duża u samicy i mała u samca. Wierzch ma szary lub brązowy, niemal zawsze z ciemniejszym wzorem w postaci poprzecznych pasków, szewronów czy trójkątów. Stożeczek ma kształt szerokiego trójkąta. Kądziołki przędne są brązowawo zabarwione.
Nogogłaszczki samca mają duży, owalny bulbus z apofizą tegularną w odsiebnej części poprzecznie ściętą. Cymbium pozbawione jest wycięcia w części wierzchołkowej. Układ szczecinek na paracymbium jest inny niż u bardzo podobnego B. parvulus. Zewnętrzno-odsiebny kąt lamelli radiksu przedłużony jest w szpic. W odsiebnej części bulbusa embolus tworzy długą i grubą spiralę. Płytka płciowa samicy jest silnie wystająca i mała. Według jednych autorów ma krótki trzonek, według innych pozbawiona jest trzonka. Przedsionek jest zasłonięty, na ścianie grzbietowej zaopatrzony w płytkę atrialną z krótką i szeroką wypustką tylną (paramulą). Na przednim brzegu płytki płciowej znajduje się małe wgłębienie środkowe.

## Ekologia i występowanie
Pająk rozmieszczony od nizin po góry (w Polsce dochodzący do 1500 m n.p.m.), ale na nizinach częstszy. Jest wszędobylski, przy czym preferuje stanowiska wilgotne. Zasiedla wilgotne pobrzeża rzek, mokradła, wrzosowiska, łąki, polany, lasy, zadrzewienia, pastwiska, pola, ogrody i jaskinie. Bytuje na niskiej roślinności, w tym w runie i podszycie. Konstruuje niewielkie i delikatne sieci łowne. Osobniki dorosłe są aktywne przez cały rok, jednak najliczniej obserwowane latem i jesienią. W tych porach roku gatunek ten korzysta również chętnie z babiego lata do rozprzestrzeniania się.
Gatunek holarktyczny. W Europie znany jest z Portugalii, Hiszpanii, Islandii, Irlandii, Wielkiej Brytanii, Francji, Belgii, Holandii, Luksemburga, Niemiec, Szwajcarii, Liechtensteinu, Austrii, Włoch, Danii, Szwecji, Norwegii, Finlandii, Estonii, Łotwy, Litwy, Polski, Czech, Słowacji, Węgier, Białorusi, Ukrainy, Rumunii, Bułgarii, Słowenii, Chorwacji, Serbii, Macedonii Północnej, Grecji oraz europejskich części Rosji i Turcji. W zachodniej i środkowej części starego kontynentu występuje pospolicie. W Afryce Północnej podawany jest z Algierii i Tunezji. W Azji notowany jest z anatolijskiej części Turcji, Gruzji, Azerbejdżanu, syberyjskiej i dalekowschodniej części Rosji (na wschód po Kamczatkę), Kazachstanu, Iranu, Chin, Korei i Japonii. W nearktycznej Ameryce Północnej znany jest z Alaski i Kanady.